# Newtonia (animal)
Newtonia es un género de aves paseriformes perteneciente a la familia Vangidae. Anteriormente se clasificaba dentro de la familia Sylviidae pero se trasladó como resultado de estudios genéticos que mostraron su relación con los vangas.
Sus cuatro miembros son endémicos de Madagascar, donde se encuentran tanto en los bosques como en las zonas de matorral. 
Son aves rechonchas de unos 12 centímetros de longitud. Tienen picos relativamente largos y estrechos y suelen tener ojos claros. Su plumaje es principalmente gris o pardo, con las partes inferiores más claras. Suelen alimentarse de insectos, desplazándose en parejas o unidos a bandadas mixtas. Emiten cantos altos y repetitivos.

## Especies
Las cuatro especies del género en orden taxonómico son:
- Newtonia amphichroa - newtonia oscura;
- Newtonia brunneicauda - newtonia común;
- Newtonia archboldi - newtonia	de Archbold;
- Newtonia fanovanae - newtonia colirroja.